# AMC Airlines
AMC Airlines (mã IATA = 9V, mã ICAO = AMV) là hãng hàng không chở khách thuê bao cả chuyến, trụ sở ở Cairo, Ai Cập. Hãng đảm nhận các chuyến bay thuê bao, chở khách từ châu Âu tới các điểm du lịch của Ai Cập, cũng như các chuyến thuê bao khác trong nước hay quốc tế và cho các hãng khác thuê máy bay cùng phi hành đoàn. Hãng có căn cứ chính ở Sân bay quốc tế Cairo, với các căn cứ khác ở Sân bay quốc tế Hurghada, Sân bay quốc tế Sharm el-Sheikh và Sân bay quốc tế Luxor.

## Lịch sử
AMC Airlines được thành lập năm 1988 và bắt đầu hoạt động từ năm 1992, do Elsayed Saber và gia đình làm chủ. Hãng hiện có 498 nhân viên.

## Các nơi đến
AMC Airlines có các chuyến bay thuê bao từ Aswan, Hurghada, Luxor và Sharm el Sheikh tớ nhiều nơi trong châu Âu.
Năm 2008 hãng bắt đầu có các chuyến bay thuê bao thường xuyên trên các tuyến đường sau:
- Alexandria (Sân bay Borg El Arab) - Jeddah (Sân bay quốc tế King Abdulaziz) - mỗi tuần 2 chuyến.
- Alexandria (Sân bay Borg El Arab) - Madinah (Sân bay Hoàng tử Mohammad Bin Abdulaziz) - mỗi tuần 2 chuyến
- Alexandria (Sân bay Borg El Arab) - Dubai (Sân bay quốc tế Dubai) - mỗi tuần 1 chuyến
- Sharm el Sheikh - Sân bay quốc tế Birmingham - mỗi tuần 1 chuyến

## Đội máy bay
(Tháng 5/2008):
- 1 Boeing 737-200
- 6 Boeing 737-800 (2 thuê của Eurocypria Airlines)

Hãng sẽ có thêm 2 máy bay B737-800s trong năm 2008 và một trong năm 2009.